# Marco Célio Rufo

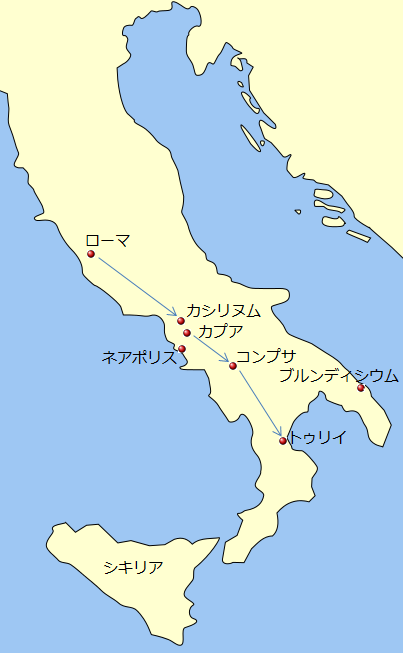
Mapa da revolta de Marco Célio Rufo em 48 a.C..

Marco Célio Rufo (em latim: Marcus Caelius Rufus; 28 de maio de 82 a.C.–48 a.C. (34 anos)) foi um orador e político do período final da República Romana. Nascido numa rica família equestre de Interamna Pretuciana (moderna Téramo), no centro da costa leste da Itália, Rufo é conhecido por ter sido julgado por "violência pública" ("de vi publica") em março de 56 a.C.. Sua defesa foi liderada por Cícero e está preservada em sua obra "Pro Caelio". Além disto, algumas das mais importantes cartas na coleção de Cícero conhecida como "Ad Familiares" foram recebidas ou escritas por ele. Finalmente, é possível que ele seja o Rufo mencionado nos poemas de Cátulo.

## Vida
Rufo era filho de um rico banqueiro de Putéolos e foi discípulo e amigo de Crasso e Cícero. Ele se juntou aos partidários de Catilina por um tempo em 63 a.C., mas não foi implicado na conspiração que seguiu. Sua primeira vitória política foi um processo por corrupção contra Caio Antônio Híbrida (59 a.C.), o colega de Cícero durante o consulado de 63 a.C., e sua condenação afetou negativamente a imagem dele. Um ano depois, Cícero acabou exilado, principalmente por causa de seu grande inimigo, o tribuno da plebe Públio Clódio Pulcro.
Cícero voltou do exílio em 57 a.C. com a ajuda de um aliado, o tribuno Tito Ânio Milão. Na mesma época, Célio substituiu o poeta Cátulo como amante de Clódia (conhecida como "Lésbia"), a irmã de Públio Clódio. No ano seguinte, Célio foi acusado de assassinar um embaixador, mas foi defendido por Crasso e escapou uma punição. No mesmo ano, Clódia o acusou de tentar envenená-la e, desta vez, seu advogado foi Cícero, que conseguiu mais uma vez sua absolvição.
Um grande orador, Célio foi eleito tribuno da plebe em 52 a.C. e edil plebeu em 50 a.C.; neste período, escreveu uma série de cartas a Cícero, que atuava como procônsul da Cilícia na época. Algumas delas sobreviveram nas correspondências de Cícero.
Durante a segunda guerra civil, aliou-se a Júlio César contra Pompeu e foi nomeado pretor peregrino em 48 a.C. como recompensa. Porém, por interesses próprios e por suas ligações com mundo bancário, foi um dos grandes adversários da lei de César sobre o perdão das dívidas da plebe. 
Em uma ocasião na qual César, já ditador, estava fora da cidade, Célio tentou impedir a aprovação da lei, recorrendo inclusive a atos violentos para impedir sua aprovação. O cônsul Públio Servílio Vácia Isáurico conseguiu que o Senado o depusesse através de um senatus consultum ultimum, o que obrigou Célio a fugir. Ele se juntou a Tito Ânio Milão e passou a organizar movimentos contra César na península Itálica, mas, ainda neste mesmo ano, ambos foram vencidos separadamente e mortos.

## Rufo na obra de Cátulo
É possível que Célio tenha aparecido nas poesias de Cátulo com seu cognome "Rufo", mas esta identificação não é unânime. Cátulo escreve sobre um antigo amigo chamado Rufo que o traiu de alguma forma não especificada, possivelmente uma referência ao caso com Clódia (que, por sua vez, é geralmente identificada como sendo a amada (e depois odiada) "Lésbia" na poesia de Cátulo), a tentativa de Célio de envenená-la ou os ataques posteriores contra ela através de Cícero (em Pro Caelio). Cátulo critica este Rufo num famoso epigrama que termina assim:
| “ | Você o arrancou, ai, ai veneno cruel da nossa vida ai, ai, destruidor da nossa amizade! | ” |
|   | — Cátulo 77.5–6.                                                                        |   |